# Рогувко (Рипінський повіт)
Рогувко (пол. Rogówko, нім. Ragensee) — село в Польщі, у гміні Рогово Рипінського повіту Куявсько-Поморського воєводства.
Населення — 93 особи (2011).
У 1975-1998 роках село належало до Влоцлавського воєводства.

## Демографія
Демографічна структура станом на 31 березня 2011 року:
|          | Загалом | Допрацездатний вік | Працездатний вік | Постпрацездатний вік |
| -------- | ------- | ------------------ | ---------------- | -------------------- |
| Чоловіки | 47      | 13                 | 26               | 8                    |
| Жінки    | 46      | 10                 | 22               | 14                   |
| Разом    | 93      | 23                 | 48               | 22                   |